# کنجی کوداما
کنجی کوداما (انگلیسی: Kenji Kodama؛  – ) کارگردان پویانمایی اهل ژاپن بود.